# Osawatomie (Kansas)
Osawatomie – miasto w Stanach Zjednoczonych, w stanie Kansas, w hrabstwie Miami.